# Antonín Kříž (atlet)
Antonín Kříž (* 30. listopadu 1949, Náchod) je bývalý československý atlet, jehož specializací byl hod kladivem. Sám sebe označuje za malíře a atleta-kladiváře.

## Závodní kariéra
Na Mistrovství Československa v atletice získal v hodu kladivem v roce 1971 2. místo výkonem 62,10 m a v roce 1978 2. místo výkonem 64,44 metrů.